# FC Ekibastuzets
El FC Ekibastuzets (en kazajo: Fýtbol Klýby Ekibastuzets Ekibastuz) fue un equipo de fútbol de Kazajistán que jugó en la Super Liga de Kazajistán, la primera división de fútbol en el país.

## Historia
Fue fundado en el año 1979 en la ciudad de Ekibastuz con el nombre Ugolshik y cambiaron de nombre en varias ocasiones:
- Ugolshik (1979-80)
- Ekibastuzetc (1981 - 1992)
- Batyr (1993 - 1999)
- Ekibastuzetc-NK (2000 - 2001)
- Ekibastuzetc (2002 - )

Tras la disolución de la Unión Soviética y la independencia de Kazajistán en 1992 fueron uno de los equipos fundadores de la Super Liga de Kazajistán donde en la temporada inaugural terminaron en el cuarto lugar.
El club obtuvo el subcampeonato en la temporada 1993 quedando a cuatro puntos del título, repitiendo el logro en la temporada de 1998, y abandonaron la liga dos años después.
Dos años después regresa a la Super Liga de Kazajistán como campeón de la segunda categoría, manteniéndose en la primera categoría por las siguientes cinco temporadas hasta que fueron relegados en la temporada 2007 por arreglo de partidos y desaparecen al año siguiente.

## Palmarés
- Primera División de Kazajistán: 1

2002

## Jugadores

### Jugadores destacados
- Nikolay Kurganskiy